# Campionati canadesi di sci alpino 1993
I Campionati canadesi di sci alpino 1993 si svolsero a Lake Louise; furono assegnati i titoli di discesa libera, supergigante, slalom gigante, slalom speciale e combinata, sia maschili sia femminili.

## Risultati
| Specialità      | Uomini            | Donne              |
| --------------- | ----------------- | ------------------ |
| Discesa libera  | John Mealey       | Kerrin Lee-Gartner |
| Supergigante    | Éric Villiard     | Michelle McKendry  |
| Slalom gigante  | Thomas Grandi     | Mélanie Turgeon    |
| Slalom speciale | Rob Crossan       | Nancy Gee          |
| Combinata       | Sébastien Turgeon | Nancy Gee          |